# على هامان يا فرعون (مسرحية)
مسرحية على هامان يا فرعون، مسرحية كويتيه عرضت في عام 1978 من بطولة عبد الحسين عبد الرضا وسعاد عبد الله وسعد الفرج وأسمهان توفيق وفوزية المشعل، من أجمل المسرحيات الكويتية على مستوى الخليج العربي حققت نجاحاً كبيراً وشهره واسعه ولا زالت تشاهد حتى الآن.
وهي من تأليف عبد الحسين عبد الرضا وسعد الفرج

## قصة المسرحية
عيد جبر أبو الحصاني وكيل أعمال عائلة الرقعي لديه عائله تتكون من ولد وبنت ويعمل لديه محاسب يقع في غرام ابنته مما يجعله يسكت عن افعال الاب من نهب مال الورثة وتتطور الأحداث فيطلب مشرف الرقعي من عيد يد ابنته فيجبرها على الزواج منه الا انها ترفض، فتقرر الكذب عليه بإنها متزوجه سراً من سند المحاسب الي يعمل لديه مما يسبب خسارته ثقة الورثة وإرسال خبير قانوني لجرد الحسابات مما يعرضه للفضيحة فيخسر كل شي وتأتي المفاجأة بوفاة ابنه مما يصيبه بالجنون. ليثبت مقوله (من عاش بالحيلة مات بالفقر).

## ابطال المسرحية
- عبد الحسين عبد الرضا (المحاسب سند)
- سعاد عبد الله (نيران أبو الحصاني)
- سعد الفرج (عيد جبر أبو الحصاني)